# Поплітник плямистоволий
Поплі́тник плямистоволий (Pheugopedius sclateri) — вид горобцеподібних птахів родини воловоочкових (Troglodytidae). Мешкає в Андах. Вид названий на честь британського орнітолога Філіпа Склейтера.

## Опис
Довжина птаха становить 13-15,5 см, вага 20 г. Верхня частина голови рудувато-коричнеа, обличчя і щоки плямисті, чорно-білі, над очима білі "брови". Верхня частина тіла коричнева, махові пера оливково-коричневі, поцятковані темними смужками, махові пера смугасті, сіро-чорнуваті. Нижня частина тіла смугаста, чорно-біла, на нижній частині живота і боках смуги нечіткі, рудуваті або охристі. Очі червонувато-карі, дзьоб зверху темно-коричневий. знизу сірий, лапи темно-сірі. Виду не притаманий статевий диморфізм. У молодих птахів очі карі, смуги на животі відсутні.

## Підвиди
Виділяють три підвиди:
- P. s. columbianus Chapman, 1924[5] — локально на західних схилах Центрального і Східного хребтів Колумбійських Анд;
- P. s. paucimaculatus (Sharpe, 1882)[6] — захід Еквадору і північний захід Перу;
- P. s. sclateri (Taczanowski, 1879)[7] — долина річки Мараньйон на крайньому півдні Еквадору та на півночі Перу.

Деякі дослідники виділяють підвиди P. s. columbianus і P. s. paucimaculatus у окремі види Pheugopedius columbianus і Pheugopedius paucimaculatus.

## Поширення і екологія
Плямистоволі поплітники мешкають в Колумбії, Еквадорі і Перу. Представники номінативного підвиду живуть в підліску сухих тропічних лісів на висоті до 1600 м над рівнем моря. Представники підвиду P. s. columbianus живуть в густому підліску на узліссях тропічних лісів і в рідколіссях, на висоті від 1300 до 2000 м над рівнем моря. Представники підвиду P. s. paucimaculatus живуть в напіввологих листопадних тропічних лісах та на узліссях, на висоті до 1600 м над рівнем моря. Зустрічаються парами, живляться комахами та іншими безхребетними.